# 中央足球會
中央足球會（Central Football Club）是千里達的一支職業足球會，現時於千里達職業聯賽作賽。球會成立於2012年，別名是鯊魚，他們是第21支加入職業聯賽的球隊，球會主場是艾度保頓球場(Ato Boldon Stadium)。

## 歷史
FC中央於2012年7月成立，由千里達前國腳賓特·辛祖成立，成立球會旨在令球會成為一支高榮譽的球會，亦是社區中活躍的一支球會。在球會首季，他們完成了12項目的設計，以將足球推廣至社區。在2012年8月13日，前阿仙奴名宿及英格蘭國腳格拉咸·歷斯成為球隊史上首位領隊，但他只在任教5個月便回國，球會改由泰利·芬域克執教。

## 榮譽
- 足總盃
  - 亞軍 (2): 2012–13, 2013–14.

千里達聯賽 2015年冠軍

- 5一公民盃
  - 冠軍(2): 2013, 2014.

- 葡萄適體育盾
  - 冠軍(1): 2014.

## 外部連結
- Official Website
- Profile on Soca Warriors Online